# Marcelo Brozović
Marcelo Brozović (Zagreb, 16. studenoga 1992.) hrvatski je nogometaš koji trenutačno igra za Al Nassr. Igra na poziciji veznog igrača.

## Igračka karijera
Nakon 3 godine igranja u zagrebačkom Dinamu, Marcelo prelazi u Inter uz odštetu od 8 milijuna eura.
Dana 31. svibnja 2014. izbornik A reprezentacije Niko Kovač objavio je popis igrača za odlazak na svjetsko prvenstvo u Brazil na koju je pozvao i Brozovića.
Hrvatski nogometni izbornik objavio je u svibnju 2016. popis za nastup na Europskom prvenstvu u Francuskoj, na kojem se nalazi Brozović.
Brozović je s reprezentacijom na Svjetskom prvenstvu u Rusiji 2018. uspio ostvariti najveći uspjeh u povijesti hrvatskog nogometa, osvojivši za Hrvatsku srebrnu medalju.
Dana 9. studenoga 2022. izbornik Zlatko Dalić uvrstio je Brozovića na popis igrača za Svjetsko prvenstvo 2022.
14. kolovoza 2024. najavio je svoj oproštaj od hrvatske nogometne reprezentacije.

## Druge aktivnosti
U siječnju 2010., Brozović sudjeluje u pjesmi "$agud – Car". Njegov vokal je postavljen kao uvod u pjesmu.

## Priznanja

### Individualna
- 2018.: Odlukom Predsjednice Republike Hrvatske Kolinde Grabar-Kitarović odlikovan je Redom kneza Branimira s ogrlicom, za izniman, povijesni uspjeh hrvatske nogometne reprezentacije, osvjedočenu srčanost i požrtvovnost kojima su dokazali svoje najveće profesionalne i osobne kvalitete, vrativši vjeru u uspjeh, optimizam i pobjednički duh, ispunivši ponosom sve hrvatske navijače diljem svijeta ujedinjene u radosti pobjeda, te za iskazano zajedništvo i domoljubni ponos u promociji sporta i međunarodnog ugleda Republike Hrvatske, te osvajanju 2. mjesta na 21. Svjetskom nogometnom prvenstvu u Ruskoj Federaciji.[8]
- 2024. Odlukom predsjednik Republike Hrvatske Zorana Milanovića odlikovan je Poveljom Republike Hrvatske: "Za izniman uspjeh hrvatske nogometne reprezentacije, doprinos sportu i međunarodnom ugledu Republike Hrvatske te osvajanju 3. mjesta na 22. Svjetskom nogometnom prvenstvu u Državi Katru" [9]

### Klupska
Dinamo Zagreb
- Prvak Hrvatske (3): 2012./13., 2013./14., 2014./15.
- Hrvatski nogometni superkup (1): 2013.
- Hrvatski nogometni kup (1): 2014./15.

Inter Milan
- Serie A (1): 2020./21.
- Kup Italije (2): 2021./22., 2022./23.
- Talijanski Superkup (2): 2021., 2022.
- UEFA Europska Liga (finalist) (1): 2019./20.

Al Nassr
- Arapski kup prvaka (1): 2023.[10]

### Reprezentativna
- Svjetsko prvenstvo: 2018. (2. mjesto),[11] 2022. (3. mjesto)[12]
- UEFA Liga nacija (2. mjesto): 2022./23.

## Vanjske poveznice

### Sestrinski projekti
|  | Zajednički poslužitelj ima još gradiva o temi Marcelo Brozović |

### Mrežna sjedišta
- Marcelo Brozović na hnl-statistika.com
- Profil, Transfermarkt